# 북우방기주

북우방기주의 위치

북우방기주(프랑스어: Nord-Ubangi)는 콩고 민주 공화국 북서부에 위치한 주로 주도는 그바돌리테이며 면적은 56,644 km2, 인구는 1,482,076명(2005년 기준), 인구 밀도는 26명/km2이다.
2006년에 개정되어 2015년에 시행된 콩고 민주 공화국 헌법에 따라 에카퇴르주에서 분리되어 신설되었다. 동쪽으로는 바우엘레주, 남쪽으로는 몽갈라주, 서쪽으로는 남우방기주와 접하며 북쪽으로는 중앙아프리카 공화국과 국경을 접한다.